# Economia p2p
Produção P2P (peer-to-peer) é a produção nos moldes da cultura e das redes "entre pares" (tradução livre). A produção P2P assemelha-se à produção colaborativa, que está inserida no contexto da economia colaborativa. No entanto, a produção peer-to-peer é derivada da forma de rede de computadores criada principalmente para compartilhamento de arquivos na qual cada computador faz o papel de cliente e servidor.

## Definição Acadêmica
Para Don Tapscott o modelo de inovação na economia digital ( ou Habitat Atópico) é a própria "Peer Production" ou "Peering", onde indivíduos e empresas colaboram de forma aberta. A primeira característica que possibilitou a emergência desse tipo de economia foi a centralização da economia na informação. O segundo importante movimento foi a disponibilidade tecnológica, que possibilitou ao meio comunicativo uma produção sobre computação e processamento acessíveis, conectados por uma rede não centralizada.
Yochai Benkler em "The Wealth of Networks", aborda esse contexto e o diferencia da Economia da Informação na qual muitas empresas se baseavam desde o século XIX. A Economia da Informação era baseada na informação em propriedade de empresas, que a utilizavam como capital essencial na diferenciação de produtos, obtenção de patentes e consequente aumento de seus lucros. O que estamos presenciando é a emergência de um novo estágio da Economia da informação, que é a economia da informação em rede.
Neste novo estágio, o capital fixo da produção não necessita de grandes investimentos centralizados, pois a principal ferramenta de produção é o computador pessoal localizado no escritório e sua interligação com a internet. Diferentemente da televisão, por exemplo, na qual a produção de seu conteúdo necessita de determinados tipos de equipamentos e estrutura e seu consumo necessita apenas da tv receptora. Na produção descentralizada em rede, o mesmo equipamento utilizado no consumo do conteúdo é o utilizado na sua produção, tornando a produção colaborativa em rede acessível a uma parcela muito grande da população.

## Exemplos

### Moedabit coin
Bit coin é uma moeda digital criada apenas para negociações virtuais com controle aberto.

### Wikipedia-Creative Commons
Um dos exemplos mais ilustrativos de compartilhamento e criação de conhecimento na web 2.0. Sob as licenças Creative Commons, essa enciclopédia digital possibilita a criação, correção e consumo de conteúdo em diversas linguas ao redor do globo. Já as licenças Creative Commons, é a instituição criada para possibilitar a disponibilização de conteúdo de forma ampla, mas garantindo a autoria.

### GNU-LINUX
Talvez o primeiro grande exemplo de produto criado de forma colaborativa. trata-se de um sistema operacional criado em código aberto, disponibilizado globalmente de forma gratuita e com garantida atualização pelos programadores/desenvolvedores.

### Pintura Coletiva
Já é notório na arte moderna pinturas coletivas, onde diversas pessoas contribuem com a pintura pela internet para formar uma obra. Um exemplo anterior de economia colaborativa são os tapetes de Santana de Parnaíba, Poá e Pirapora do Bom Jesus que formam uma obra gigantesca e cuja ideia de colaboração é anterior à própria internet.

### swap.com&loanables.com
Sites nos Estados Unidos que permitem a troca direta de produtos que as pessoas não utilizam mais por outros e que permitem até mesmo o aluguel de produtos diretamente entre pares.

## Documentário "Us Now"
Neste documentário, narra-se o surgimento de diversas experiencias colaborativas na internet 2.0. Há desde o serviço de hospedagem internacional entre pares a um time de futebol administrado e escalado de forma coletiva.
Assista aqui ao documentário:

## Discussões
Desde a criação do Napster, a discussão em torno dos direitos autorais estão cada vez mais acirradas. O compartilhamento gratuito de arquivos de música, livros e filmes causou profundas mudanças nos setores artísticos e nas produtoras/editoras.
Aqueles que defendem o maior compartilhamento da cultura e informação, possuem até argumentos econômicos que demonstram que as patentes podem ser ineficientes socialmente: como a informação é um bem não-rival (ao contrário da maça, que se consumida não poderá ser novamente consumida por outro), a sua restrição por meio de patentes e direitos autorais não levam à otimização social, pois mesmo os consumidores pagando o preço cobrado, sempre haverá uma forma de melhorar a situação de alguem sem piorar a de outro, liberando o consumo apenas do conteúdo a alguem. Contrariando, assim, o princípio microeconômico de Pareto.
Outros argumentos, partem do princípio de que todos que produzem querem ser reconhecidos e que prodizem conhecimento para colaborar com a produção de mais conhecimento, assim como foi a sua própria produção. É o princípio conhecido como "sobre ombros de gigantes".